# Babilon Tour
Babilon Tour – DVD trasy koncertowej Kabaretu Moralnego Niepokoju po największych miastach i salach Polski w 2007 roku.

## Lista utworów na DVD
1. Wstęp
2. Start me up
3. Biuro matrymonialne
4. Kabaret w garderobie cz. I
5. Wizyta w szpitalu
6. Kabaret ćwiczy piosenkę
7. Ballada o Zygmuncie i Zofii
8. Robert na budowie
9. Na budowie
10. Wywiad z kabaretem cz. I
11. Telefoniczna rezerwacja biletów
12. Kabaret nad Wisłą
13. Rudy Felek
14. Rafał i fanka
15. Tata i Mariusz
16. Rafał wypowiada się o miłości
17. Rodzice i dzieci
18. Wywiad z kabaretem cz. II
19. Domek
20. Mikołaj ogląda gazetę
21. Gwary
22. Kabaret w garderobie cz. II
23. Test psychologiczny
24. Rozmowa Roberta z menedżerem
25. Jak to się wyda